# Волки (Ачитський міський округ)
Во́лки (рос. Волки) — присілок у складі Ачитського міського округу Свердловської області.
Населення — 3 особи (2010, 3 у 2002).
Національний склад станом на 2002 рік: росіяни — 100 %.